# Yibuti en los Juegos Olímpicos de Pekín 2008
Yibuti estuvo representado en los Juegos Olímpicos de Pekín 2008 por dos deportistas, un hombre y una mujer, que compitieron en atletismo.
El portador de la bandera en la ceremonia de apertura fue el atleta Hussein Ahmed Salah. El equipo olímpico yibutiano no obtuvo ninguna medalla en estos Juegos.